# Heliothela oreias
Heliothela oreias là một loài bướm đêm trong họ Crambidae.